# Rhabdomys pumilio
Rhabdomys pumilio  (Sparrman, 1784) è un roditore della famiglia dei Muridi diffuso nell'Africa sud-occidentale.

## Descrizione

### Dimensioni
Roditore di piccole dimensioni, con la lunghezza della testa e del corpo tra 99 e 124 mm, la lunghezza della coda tra 71 e 101 mm, la lunghezza del piede tra 19 e 24 mm, la lunghezza delle orecchie tra 11 e 15 mm e un peso fino a 53 g.

### Aspetto
La pelliccia è ruvida, le parti dorsali variano dal bruno-giallastro al giallo-brunastro striato con la base dei peli nera e cosparse di numerosi peli nerastri più lunghi. sono presenti due strisce biancastre o giallastre sul dorso che si estendono dalla nuca fino alla base della coda, ognuna bordata da altre due strisce nerastre. Le parti ventrali sono più chiare, il mento, la gola e l'addome sono biancastri. La testa è di colore simile al corpo e presenta una striscia longitudinale nerastra che la attraversa sulla fronte. Le orecchie sono piccole e ricoperte di corti peli bruno-rossastri o arancioni. Il dorso delle zampe è chiaro, mentre le piante dei piedi sono scure. La coda è più corta della testa e del corpo, è nera sopra, bruno-giallastra o grigia sotto, è cosparsa di pochi peli e rivestita da 10-14 anelli di scaglie per centimetro. Le femmine hanno due paia di mammelle pettorali e due inguinali.

## Biologia

### Comportamento
È una specie notturna, terricola e solitaria. Scava sistemi di tane e cunicoli che possono raggiungere la profondità di 50 cm

### Alimentazione
Si nutre principalmente di semi di grano e in parte di parti vegetali, bacche e piccoli invertebrati. Viene considerata una piaga dagli agricoltori.

### Riproduzione
Le femmine danno alla luce 2-9 piccoli dopo circa 25 giorni di gestazione. Si riproducono da settembre ad aprile. Raggiungono la maturità sessuale dopo 8-9 settimane.

## Distribuzione e habitat
Questa specie è diffusa nell'Africa sud-occidentale, dall'Angola al Sudafrica.
Vive nelle savane montane più secche fino a 2.300 metri di altitudine. Si trova spesso in campi coltivati e dentro le case. 

## Tassonomia
Sono state riconosciute 5 sottospecie:
- R.p.pumilio: Province sudafricane del Capo Orientale, Capo Occidientale, Free State;
- R.p.cinereus (Thomas & Schwann, 1904): Provincia sudafricana del Capo Settentrionale;
- R.p.fouriei (Roberts, 1946): Namibia settentrionale e Angola sud-occidentale;
- R.p.griquae (Wroughton, 1905): Botswana centrale e meridionale, Zimbabwe occidentale, Namibia meridionale, province sudafricane del Nordovest, Limpopo, Gauteng e Mpumalanga;
- R.p.intermedius (Wroughton, 1905): Parte delle province sudafricane del Capo Settentrionale e del Capo Orientale.

## Conservazione
La IUCN Red List, considerato il vasto areale, la popolazione estremamente abbondante, la presenza in diverse aree protette e la mancanza di reali minacce, classifica R.pumilio come specie a rischio minimo (Least Concern).